# Ferricitrat
Ferricitrat, eller järncitrat (C6H5FeO7,H2O), erhålls i regel i form av rödbruna, nästan smaklösa lameller genom att man löser nyfällt ferrihydrat i en citronsyrelösning och därefter indunstar lösningen tills preparatet kan strykas ut på en glasskiva, på vilken det sedan torkas vid ca 40°C. Det är lättlösligt i varmt vatten, men något långsammare i kallt, och måste förvaras skyddat från ljus. Det används inom medicinen som medel mot t.ex. anemi.
Ferriammoniumcitrat bildar liknande lameller, men med något ljusare färg och saltaktig smak, och är lättlösligt i kallt vatten. Det har liknande medicinsk användning som ferricitrat och ferrikaliumcitrat, som bildar bruna, vattenlösliga lameller.
Ferrikinincitrat, vilket förekommer i de flesta länders farmakologier, tillverkas t.ex. genom att tillsätta kinin till en lösning av ferricitrat, indunsta och torka efter utdragning på glasskivor. Det skall innehålla 10 – 12 % kinin. Lamellerna är gulbruna, smakar bittert och vattenlösningen är klar.
I handeln förekommer många olika ferrikinincitrat med olika utseende, löslighet i vatten och kininhalt. De är idag avregistrerade i den svenska farmakologin.